# Vereinigte Aluminium-Werke
Die Vereinigte Aluminium-Werke AG (VAW) war ein deutsches Unternehmen zur Produktion und Verarbeitung von Aluminium in der Rechtsform einer Aktiengesellschaft. Der aktive Sitz war zum Zeitpunkt der Gründung im Jahr 1917 Berlin, ab dem 20. September 1923 Lauta und zuletzt Bonn. Die VAW wurde 2002 durch Norsk Hydro übernommen und integriert.

## Geschichte
Das Deutsche Reich musste vor dem Ersten Weltkrieg praktisch das gesamte benötigte Aluminium importieren, da es nur die Aluminiumhütte Rheinfelden gab. Deshalb wurde Mitte 1915 beschlossen, zunächst zwei Aluminiumhütten in Rummelsburg bei Berlin (auf dem Gelände des Kraftwerks Rummelsburg) und in Horrem im Rheinland errichten zu lassen. Bauherr für beide sollte ein Konsortium sein, bestehend aus den beiden Unternehmen Chemische Fabrik Griesheim-Elektron AG (CFGE) und Metallbank & Metallurgische Gesellschaft AG (eine Tochter der Metallgesellschaft). Diese Unternehmen standen schon vorher in geschäftlichen Beziehungen und waren personell durch den Manager Theodor Plieninger verbunden. Kurz danach fiel die Entscheidung, eine dritte Aluminiumhütte in Bitterfeld zu errichten.
Im Rahmen des Hindenburg-Programms bestand die Absicht, die Aluminiumerzeugung im Deutschen Reich weiter zu steigern, wofür die bestehenden Anlagen aber nicht ausreichten. Deshalb wurden nach weiteren Überlegungen schließlich die Gründung der VAW sowie die Errichtung einer weiteren Aluminiumhütte angestrebt. Die Vertragsverhandlungen waren im Januar 1917 abgeschlossen und enthielten u. a. folgende Eckpunkte: CFGE und Metallbank brachten ihre bestehenden Aluminiumhütten in Rummelsburg, Horrem und Bitterfeld in die neu zu gründende VAW ein und es wurde eine neue Aluminiumhütte bei Lauta, das Lautawerk, errichtet.
Die VAW wurde dann am 21. April 1917 mit einem Grundkapital von 50 Millionen Mark in Berlin gegründet. Aktionäre des Unternehmens waren das Deutsche Reich mit 24,98 Millionen Mark, Curt Maeder mit 10.000 Mark, Friedrich Scheible mit 10.000 Mark sowie das Konsortium aus CFGE und Metallbank mit 25 Millionen Mark.
Ende 1919 übernahm das Deutsche Reich die Aktien der beteiligten Unternehmen für 15 Millionen Mark.
Nach der Gründung der VIAG am 7. März 1923 wurde die VAW eine Tochtergesellschaft der VIAG, die VAW hielt ihrerseits 5 % des Grundkapitals der VIAG. 1925 erhielt die Innwerk AG für den Verkauf der Aluminiumhütte in Töging am Inn eine Beteiligung von 13,33 % an der VAW.

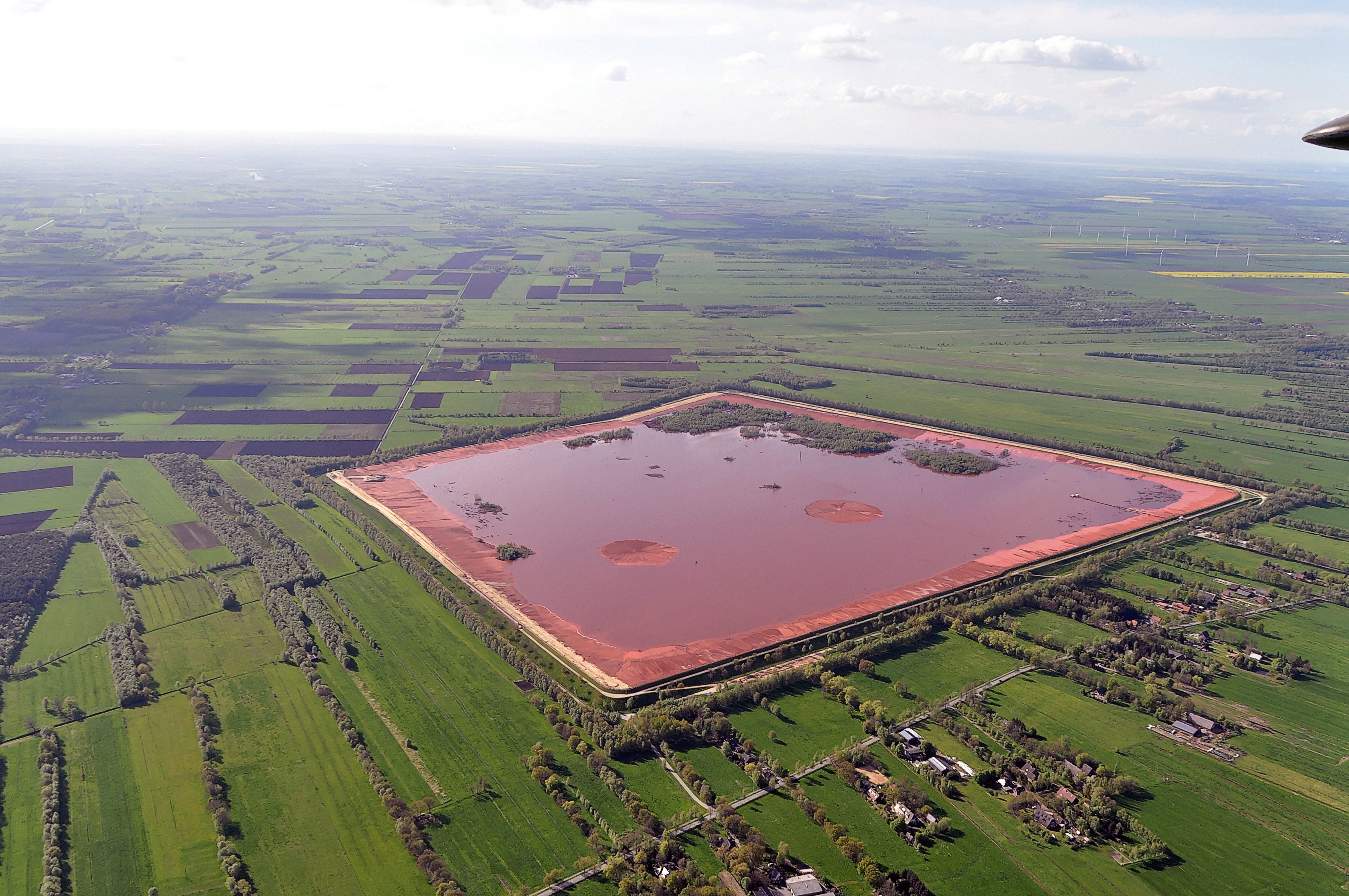
Rotschlamm-Becken der VAW in Stade, Lage 10 km NW Stade bei Bützflethermoor

Die Anteile an der VIAG gingen mit Inkrafttreten des Grundgesetzes gemäß Art. 134 GG auf die Bundesrepublik Deutschland über. Die VIAG fusionierte am 27. September 2000 mit der VEBA zur E.ON. 2002 verkaufte E.ON die VAW aluminium AG für 3,1 Milliarden Euro an Norsk Hydro.
Die 1973 in Betrieb genommene ehemalige Betriebsstätte der VAW, die Aluminium Oxid Stade GmbH (AOS) in Stade-Bützfleth, die mittlerweile der Dadco Alumina & Chemicals Ltd gehört, ist der einzige Hersteller in Deutschland, der noch großtechnisch aus Bauxit Aluminiumoxid und Aluminiumhydroxid herstellt. Das Unternehmen produziert ca. 1,1 Mio. Tonnen Aluminiumoxid im Jahr. Auf dem Gebiet der Ortschaft Bützflethermoor betreibt die AOS auch eine ca. 1,69 km² große Rotschlammdeponie.

## Einsatz von Zwangsarbeitern
Während des Zweiten Weltkriegs betrieb die VAW acht Aluminiumhütten und Hilfsbetriebe in Deutschland sowie in den besetzten beziehungsweise angeschlossenen Gebieten. In ihnen setzte das Unternehmen rund 20.000 Zwangsarbeiter und Kriegsgefangene ein. Mit bis zu 50 Prozent lag der Anteil an Zwangsarbeitern deutlich über dem Reichsdurchschnitt. Alleine im Lautawerk, einer Aluminiumhütte mit eigener Aluminiumoxid- und Elektrodenfabrik, mussten über 5.400 Zwangsarbeiter für den Rüstungskonzern arbeiten.
Die meisten Zwangsarbeiter kamen aus der Ukraine und wurden über Dresden direkt zum Werkgelände gebracht, wo mehrere Gefangenenlager aufgebaut waren. Die Leichen von Zwangsarbeitern, die hingerichtet wurden oder anders zu Tode kamen, mussten nach Kriegsende von ehemaligen NSDAP-Mitgliedern des Ortes in einem Wald hinter dem Werkgelände wieder ausgegraben werden und wurden auf dem Friedhof der Werksiedlung Lautawerk-Süd bestattet. Bei Luftangriffen aufs Lautawerk durch die Alliierten kamen viele Zwangsarbeiter ums Leben, da ihnen das Betreten von Luftschutzstollen verboten war.

## Wirtschaftliche Situation in der Zwischenkriegszeit
Die Tabelle zeigt die Aluminium-Erzeugung der VAW, des Deutschen Reichs sowie der Welt für die Jahre 1900 bis 1944:
| Jahr | Kapazität VAW | Erzeugung VAW | Absatz VAW | Erzeugung Deutsches Reich | Erzeugung Welt | Anteil VAW |
| ---- | ------------- | ------------- | ---------- | ------------------------- | -------------- | ---------- |
| 1900 |               |               |            | 0,6                       | 7,3            |            |
| 1913 |               |               |            | 1,1                       | 63,0           |            |
| 1915 |               |               |            | 0,029                     | 81,7           |            |
| 1916 |               |               |            | 5,035                     | 115,1          |            |
| 1918 |               |               |            | 13,103                    | 179,9          |            |
| 1919 |               |               |            | 15,0                      | 133,0          |            |
| 1922 |               | 9,3           |            |                           |                |            |
| 1925 |               | 19,4          |            |                           |                |            |
| 1926 |               | 23,624        |            |                           |                |            |
| 1929 |               | 25,0          |            | 33,3                      | 277,0          |            |
| 1932 |               | 12,0          |            | 19,3                      | 154,0          |            |
| 1933 | 32,7          | 11,0          | 19,1       | 18,9                      | 142,0          | 7,75       |
| 1934 | 37,9          | 25,4          | 36,0       | 37,2                      | 171,0          | 14,85      |
| 1935 | 68,0          | 52,4          | 63,6       | 70,7                      | 258,0          | 20,31      |
| 1936 | 68,7          | 68,6          | 70,6       | 97,4                      | 366,0          | 18,74      |
| 1937 | 107,7         | 92,3          | 91,4       | 127,7                     | 493,0          | 18,72      |
| 1938 | 134,7         | 114,1         | 110,1      | 165,7                     | 589,0          | 19,37      |
| 1939 | 144,7         | 138,8         |            |                           | 687,0          | 20,20      |
| 1940 | 165,0         | 144,0         |            |                           | 783,0          | 18,39      |
| 1941 | 180,7         | 159,0         |            |                           | 1037,0         | 15,33      |
| 1942 | 213,9         | 177,9         |            |                           | 1394,0         | 12,76      |
| 1943 | 220,4         | 175,3         |            |                           | 1949,0         | 8,99       |
| 1944 | 220,4         | 169,3         |            |                           | 1710,0         | 9,90       |

1. ↑  Die Zahlen für die Jahre 1915 bis 1918 entstammen der Tab.6 auf S. 98, für 1922 bis 1926 der Tab.12 auf S. 183, für 1929 der S. 167, für 1933 bis 1939 der Tab.20 auf S. 276, für 1940 bis 1944 der Tab.42 auf S. 386 und der Tab.43 auf S. 388 (Peter Josef Belli)
2. ↑  Produktionskapazität der VAW in Tsd. Tonnen Aluminium
3. ↑  Erzeugung der VAW in Tsd. Tonnen Aluminium
4. ↑  Absatz der VAW in Tsd. Tonnen Aluminium
5. ↑  Erzeugung des Deutschen Reichs in Tsd. Tonnen Aluminium
6. ↑  Die Zahlen der Erzeugung des Deutschen Reichs für die Jahre 1900, 1913 und 1919 entstammen der Tab.4 auf S. 43, für 1929 bis 1938 der Tab.5 auf S. 77 (Cornelia Rauh)
7. ↑  Weltweite Erzeugung in Tsd. Tonnen Aluminium
8. ↑  Die Zahlen der weltweiten Erzeugung für die Jahre 1900, 1913, 1919, 1929 und 1932 entstammen der Tab.4 auf S. 43 (Cornelia Rauh)
9. ↑  Anteil der VAW an der weltweiten Erzeugung in %
10. ↑  Lautawerk: 7,6 Erftwerk: 5,895 Töging: 10,129 Summe 23,624
11. ↑  Lautawerk: 54,0 Erftwerk: 24,0 Töging: 32,5 Summe 110,5

Nach dem Ende des Ersten Weltkriegs folgten zunächst schwierige Jahre. Abgesehen davon, dass durch die Auflagen der Alliierten die Nachfrage nach Aluminium im Deutschen Reich drastisch einbrach, war ein grundsätzliches Problem der deutschen Aluminiumerzeugung die Verwendung von Braun- bzw. Steinkohle zur Stromerzeugung, im Gegensatz zur ausländischen Konkurrenz, die die weit billigere Wasserkraft nutzte. Dadurch war die deutsche Aluminiumerzeugung mit ausländischen Konzernen kostenmäßig nicht konkurrenzfähig. Nach Stilllegung der Werke in Rummelsburg und Horrem sowie dem Verkauf des Werks in Bitterfeld blieb der VAW nur noch das Werk in Lauta. Aufgrund der zu hohen Kosten gab es auch für das Lautawerk Stilllegungspläne bzw. Pläne, die Produktion in das neu zu errichtende Werk in Töging zu verlagern. Die wirtschaftliche Situation der VAW blieb bis 1923 generell prekär.
Nach der Gründung der VIAG war die wirtschaftliche Lage für die VAW dann relativ gut. Der Bedarf an Aluminium überstieg z. B. die im Jahre 1924 erzeugten 11.800 t. In den Jahren 1924 bis 1932 konnte die VAW einen Gewinn erwirtschaften und Dividende an die VIAG zahlen. Beginnend mit dem Jahr 1929 verschlechterte sich die Situation der VAW jedoch zusehends, da es sowohl zu einem Absatzrückgang als auch zu einem Preisverfall bei Aluminium aufgrund der Weltwirtschaftskrise kam. Der Preis für 1 kg Aluminium lag 1926 bei 2,28 bis 2,37 Reichsmark, verfiel aber bis auf 1,80 Reichsmark im Jahr 1930. Er fiel bis 1938 weiter auf 1,33 Reichsmark, obwohl er von der Regierung über dem Weltmarktniveau gehalten wurde. Zum Vergleich: Das Deutsche Reich führte am 1. Juli 1930 einen Zoll in Höhe von 2,50 Reichsmark pro kg importiertem Aluminium ein.
Ab dem Jahre 1933 verbesserte sich die wirtschaftliche Lage der VAW wieder. Die Aluminiumnachfrage stieg spürbar an und der Bedarf überstieg die Produktion, was zunächst durch die in den Krisenjahren aufgebauten Lagerbestände, später auch durch Importe gedeckt wurde. Danach erfolgte eine spürbare Ausweitung der Produktionskapazitäten: Im Erftwerk, 1933 ohne Produktion, wurde die Erzeugung von 12.000 t 1934 auf 24.000 t 1935 verdoppelt, das Werk in Töging erweiterte die Kapazität von 12.000 t 1934 auf 32.500 t 1938. Die Kapazitäten wurden bis 1938 nochmals erhöht, trotzdem forderte das Reichswirtschaftsministerium einen weiteren Ausbau.
Zur Deckung des Bedarfs an Aluminiumoxid wurden verschiedene Anstrengungen unternommen, u. a. wurde das Naabwerk in Schwandorf-Dachelhofen von 1936 bis 1937 mit einer Kapazität von 65.000 Jahrestonnen Aluminiumoxid sowie das Lippewerk in Lünen errichtet.
Der Anteil der VAW an der gesamten deutschen Aluminiumerzeugung in der Zwischenkriegszeit schwankte: er lag 1929 bei ca. 78 % und 1938 bei ca. 68 %.

## Betriebsstätten
Die Betriebsstätten sind in chronologischer Reihenfolge (Zeitpunkt der Errichtung bzw. des Erwerbs) aufgeführt:
- Rummelsburg: geplante Produktion 3000 t/Jahr,[6] Beginn der Produktion 1915,[26] stillgelegt am 9. November 1918[27]
- Horrem: geplante Produktion 3000 t/Jahr,[6] Beginn der Produktion 1916,[26] stillgelegt am 20. Februar 1920[27]
- Bitterfeld: geplante Produktion 3000 t/Jahr,[6] Beginn der Produktion 1916,[26] verkauft am 23. Januar 1920[28]
- Lautawerk, Lauta: Beginn der Produktion 1918[26]
- Erftwerk AG, Grevenbroich: gegründet am 16. September 1916,[29] ab Juli 1922 100-prozentige Tochtergesellschaft der VAW,[30] 1932 Fusion mit der VAW[31]
- Töging am Inn: Kapazität 80.000 t/Jahr (1985),[32] 1925 von der Innwerk AG erworben[33]
- Lippewerk, Lünen: errichtet 1938, Kapazität 20.000 t/Jahr (1985), Kapazität zur Erzeugung von Aluminiumoxid 440.000 t/Jahr (1985)[32]
- Mattigwerk, Ranshofen bei Braunau am Inn: geplante Produktion 66.000 t/Jahr,[34] errichtet 1939 bis 1944, nach dem Zweiten Weltkrieg Austria Metall AG (AMAG)
- Aluminium Norf GmbH, Norf-Stüttgen bei Neuss: errichtet 1965, Kapazität 210.000 t/Jahr (1985),[32] Anteilseigner: VAW und Alcan zu jeweils 50 %[35]
- VAW Elbewerk GmbH, Stade: Kapazität 68.000 t/Jahr (1985)[32]
- Hamburger Aluminium-Werk GmbH, Hamburg: Kapazität 106.000 t/Jahr (1985), Anteilseigner: VAW, Reynolds und AMAG zu jeweils 1/3[32]
- Aluminium Oxid Stade GmbH, Stade: Kapazität zur Erzeugung von Aluminiumoxid 630.000 t/Jahr (1985), 1.080.000 t/Jahr (2019). Anteilseigner waren 1990 die VAW und Reynolds zu jeweils 50 Prozent, heute befindet sich die AOS im Besitz der Dadco Alumina & Chemicals Ltd.[12]
- Nabwerk, Schwandorf: Kapazität zur Erzeugung von Aluminiumoxid 140.000 t/Jahr (1985)[32]